# Aingeville
Aingeville je francouzská obec v departementu Vosges, v regionu Grand Est, 48 kilometrů od Chaumontu.

## Geografie
Protéká jí říčka Anger. Sousední obce: Malaincourt, Médonville, Saint-Ouen-lès-Parey, Saulxures-lès-Bulgnéville, Urville a Vaudoncourt.

## Památky
- kostel sv. Remigia z 19. století

## Vývoj počtu obyvatel
Počet obyvatel